# Resolución 1485 del Consejo de Seguridad de las Naciones Unidas
La resolución 1485 del Consejo de Seguridad de las Naciones Unidas, aprobada por unanimidad el 30 de mayo de 2003, tras recordar todas las resoluciones anteriores sobre la situación en el Sáhara Occidental, en particular la Resolución 1429 (2002), el Consejo prorrogó el mandato de la Misión de las Naciones Unidas para el Referéndum del Sáhara Occidental (MINURSO) por dos meses, hasta el 31 de julio de 2003. 
El Consejo de Seguridad prorrogó la operación de la MINURSO para dar a Marruecos y al Frente Polisario más tiempo para examinar las propuestas presentadas por el Enviado Personal del Secretario General, James Baker III, para encontrar una solución política a la disputa y ofrecer sus opiniones sobre el Plan Baker . La propuesta preveía la libre determinación del pueblo del Sáhara Occidental. Además, se elogió al Representante Especial del Secretario General por sus esfuerzos para resolver cuestiones humanitarias y en la aplicación de las medidas de fomento de la confianza propuestas por el Alto Comisionado de las Naciones Unidas para los Refugiados .